# Juillet 1901

## Événements
- 1er juillet, France : loi du 1er juillet 1901 relative au contrat d'association, première étape vers la séparation de l'Église et de l’État, (voir Association loi de 1901) qui entraîne la dissolution ou expulsion de centaines de congrégations religieuses - dont les Jésuites - qui partent en exil.

- 5 juillet, France : fondation par Jacques Piou du groupe parlementaire l'Action libérale, qui devient, au lendemain des élections législatives de 1902, un parti, l'Action libérale populaire.
- 6 juillet, opéra: première à Paris du "Légataire universel", opéra de Jean Pfeiffer d'après Regnard.

- 24 juillet, Danemark : défaites des Conservateurs aux élections à la Chambre basse au Danemark, qui n’obtiennent que huit sièges. Le roi doit nommer Johan Henrik Deuntzer comme chef du gouvernement, qui forme le premier ministère danois disposant de la majorité au Folketing. Un régime parlementaire s’instaure sans changement constitutionnel.

- 31 juillet, science : les météorologues allemands Arthur Berson et Reinhard Süring atteignent l'altitude record de 10 800 m en ballon.

## Naissances
- 7 juillet : Vittorio De Sica, acteur et réalisateur italien († 13 novembre 1974).
- 9 juillet : Barbara Cartland, écrivain britannique, auteur de centaines de romans de « fiction romantique » († 21 mai 2000).
- 10 juillet: Hélène Roger-Viollet, éditrice de photos († 27 janvier 1985).
- 14 juillet : George Tobias, acteur américain († 27 février 1980).
- 19 juillet: Claude Aveline, romancier français († 4 novembre 1992).
- 21 juillet : Ovila Légaré, chanteur et comédien († 19 février 1978).

- 31 juillet : Jean Dubuffet, peintre français († 12 mai 1985).

## Décès
- 4 juillet : 
  - Gaspard Chatin, botaniste français, académicien (° 30 novembre 1813).
  - Enea Gardana, guitariste et compositeur italien (° 19 août 1843).
- 20 juillet : Gaston Save, peintre, graveur, illustrateur, historien et archéologue français (° 22 août 1844).
- 24 juillet : George William Allan, politicien canadien (° 9 janvier 1822).